# Linsjötjärnarna (Överhogdals socken, Härjedalen, 690487-144064)
Linsjötjärnarna är en sjö i Härjedalens kommun i Härjedalen och ingår i Ljusnans huvudavrinningsområde.